# Isla Dragonera
La isla Dragonera (Sa Dragonera en dialecto mallorquín) es un islote perteneciente al archipiélago de las Baleares, España. Se encuentra situada al oeste de la isla de Mallorca y está protegida como espacio natural con la categoría de Parque natural. Se cree que su nombre procede del vocablo latino traco(onis) (traconaria, dragonera) que significa "hendidura en la tierra, resquebrajamiento, pasos subterráneos" haciendo referencia a la hendidura con agua dulce en una cueva de la isla, y no –en contra de lo que parece– a "dragones" (que es el nombre que se da a las lagartijas en Baleares). Tiene una longitud de 3200 metros y una anchura de quinientos, con un relieve muy escarpado e irregular, con su pico más alto, el llamado Na Pòpia, a unos 360 metros de altitud. Las localidades más próximas son San Telmo y Puerto de Andrach, donde se han establecido centros de submarinismo y buceo, hecho que aumenta el flujo de turistas en verano.
A principios de los años 1970, existía un proyecto para llevar a cabo su urbanización. Su planificación incluía mansiones de lujo, un hotel, un puerto y un casino. Las acciones y protestas de los ecologistas que paralizaron en varias ocasiones el comienzo de la construcción, en un proceso judicial largo, acabaron abortando definitivamente el proyecto. En 1987 el Consejo Insular de Mallorca compró la isla. El 26 de enero de 1995, y por el Decreto 7/1995, el Gobierno Balear protegió Dragonera así como a sus islotes vecinos, El Pantaleu y La Mitjana.
El parque natural de sa Dragonera está formado por los islotes de Es Pantaleu y Sa Mitjana y por la isla de Sa Dragonera; además tiene una importante Área de Influencia Marina que contiene gran parte de los recursos que utiliza la fauna del litoral del parque. En conjunto 908 ha, de las que 274 forman la superficie del parque natural.
La separa de Mallorca un pequeño canal de unos 800 metros de anchura máxima, y de poca profundidad, donde encontramos fondos arenosos y cubiertos, en parte, por Posidonia oceánica, un verdadero bosque sumergido, refugio de muchas especies marinas de nuestra costa.	 	
Su vía de acceso es mediante embarcaciones desde San Telmo o Puerto de Andrach. La isla tiene un pequeño puerto natural con un embarcadero en Cala Lladó. Desde el embarcadero se pueden realizar varias rutas a pie para explorar la isla.

## Historia

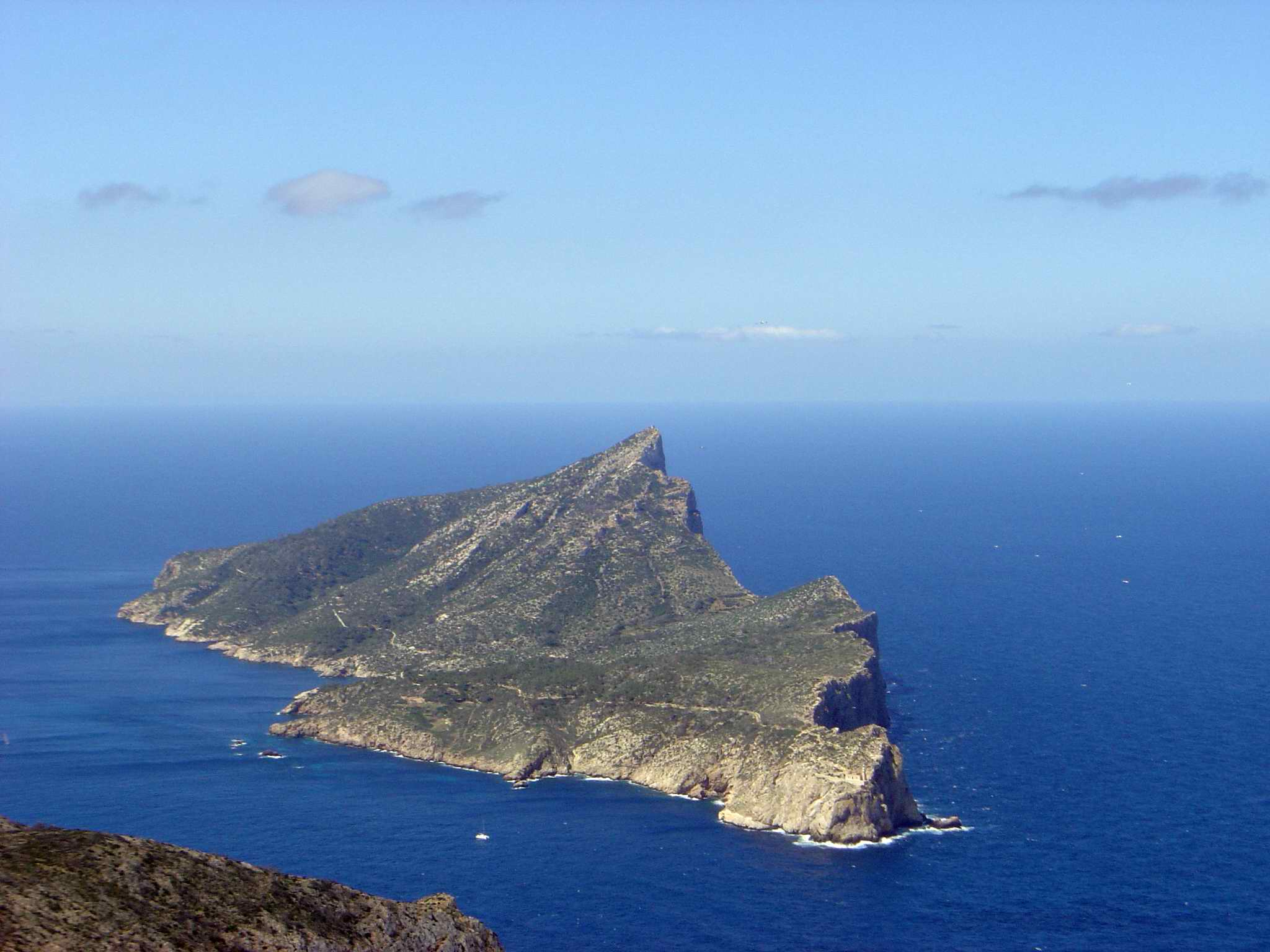
Vista de la Dragonera.

En Sa Dragonera se ha encontrado una necrópolis en Es Lladó lo que hace pensar que la isla se habitó o utilizó para enterramientos durante esta época.
En 1229 Jaime I de Aragón utiliza Sa Dragonera para preparar el ataque y posterior conquista de Mallorca. El Libre del Repartiment de Mallorca otorga la propiedad de la isla de Dragonera al Obispado de Barcelona.
En 1580 se construye la torre de na Pòpia. La torre de Llebeig se construye en 1583.
En 1811 la familia Villalonga obtiene la propiedad de la isla, que conservaría hasta 1934, volviéndola a recuperar en 1939.
En 1814 el Archiduque Luis Salvador realiza una descripción de la isla en su libro Die Balearen.
En 1910 entran en funcionamiento los faros de Tramontana y Llebeig.
En 1934 el banquero y contrabandista Juan March compra la isla.
En 1939 la familia Villalonga recupera la propiedad.
En 1941 Don Joan Flexas compra la isla y convierte la zona de Cala Lladó en tierras de cultivo. Durante años la isla se utiliza como escondite de contrabando entre Mallorca y la Península ibérica, siendo Valencia el nexo entre ambos territorios debido a la pobreza y hambruna durante la post guerra civil española. La riqueza que Don Joan Flexas construyó provenía en gran parte de los negocios de contrabando, siendo su amigo y empresario valenciano Abel Montesinos uno de sus mayores socios. Joan le llegó a ofrecer la isla de Sa Dragonera a Abel como un presente por su gran aportación como socio empresario dentro del negocio del contrabando que tenían conjuntamente. Otro de los socios y amigos de Don Joan Flexas fue el banquero y contrabandista mallorquín Juan March, el mismo que había comprado la isla siete años antes y fue él quien financió el golpe de Estado en España de julio de 1936 contra la Segunda República Española, que fue clave para el éxito del Alzamiento Nacional bando sublevado en la guerra civil.
En 1974 la empresa PAMESA compra la isla con intención de urbanizarla. Esta urbanización no llegó a realizarse por las presiones ecologistas.
En 1984, después de un proceso de 10 años, la Audiencia Nacional de España decreta la imposibilidad de urbanizar. En 1987 el Consejo Insular de Mallorca compra la isla. 
El 26 de enero de 1995 el Gobierno Balear declara Dragonera, Es Pantaleu y la isla Sa Mitjana parque natural, por el decreto 7/1995.

## Clima
La cantidad de precipitación media es de 350 mm anuales. En los meses de septiembre y diciembre se registran las precipitaciones más fuertes.

## Edificaciones

### Torres de defensa

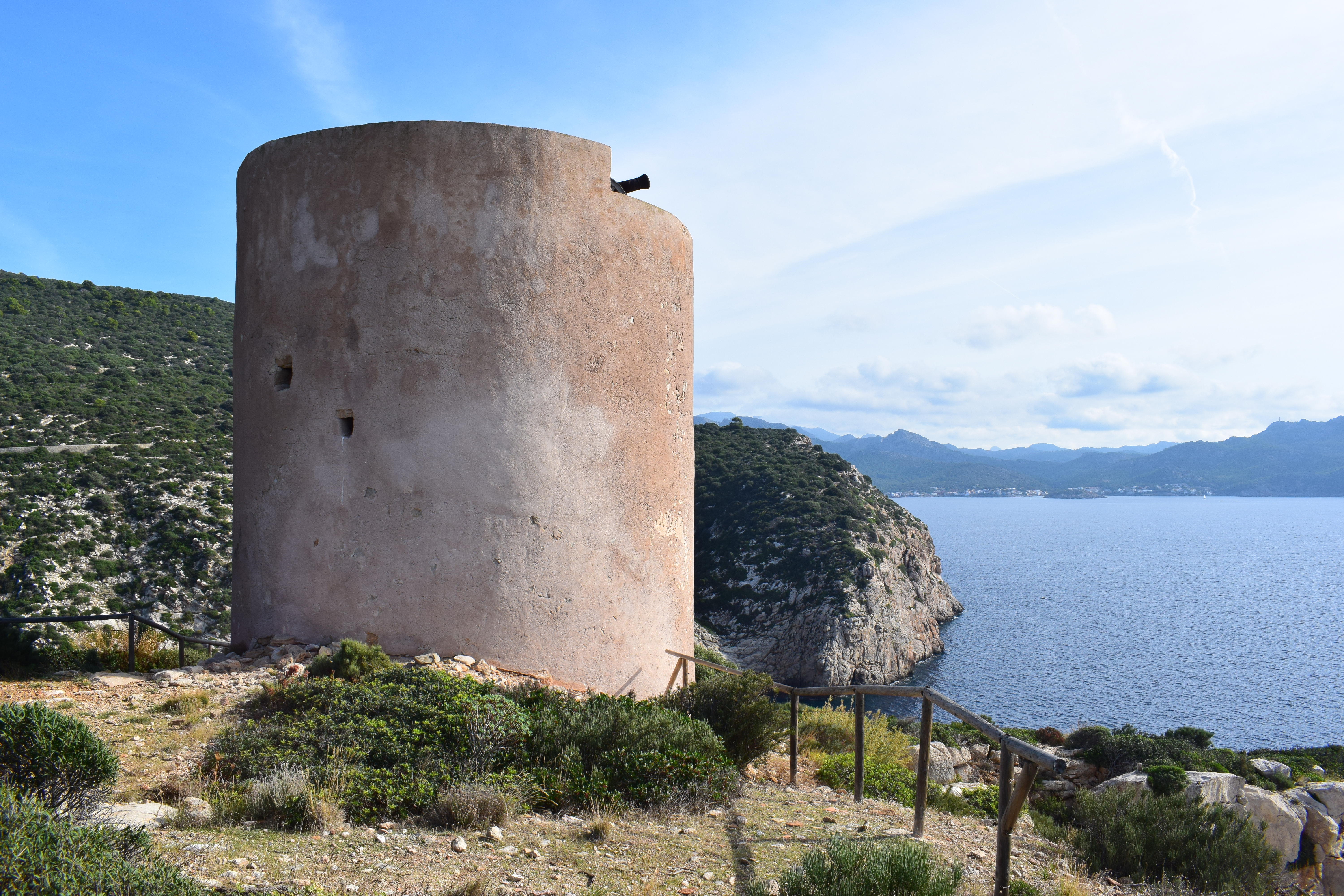
Torre de Llebeig

Durante el siglo XVIII en la isla de Mallorca se construyeron una gran cantidad de torres de defensa para la vigilancia de la costa debido a las incursiones piratas. 
En 1580 se construye en sa Dragonera la Torre de na Pòpia a 352 metros. Actualmente no se puede ver puesto que se construyó un faro en el mismo punto. Tres años después de finalizar na Pòpia se construye la Torre de Llebeig. Fue construida para evitar la entrada de embarcaciones en la Cala Llebeig y proteger a los ocupantes de la torre de na Pòpia. Se conserva en buen estado y ha sido rehabilitada recientemente (año 2004) por el Consejo Insular de Mallorca. Se conserva un gran cañón de hierro en su parte superior.

### Faros

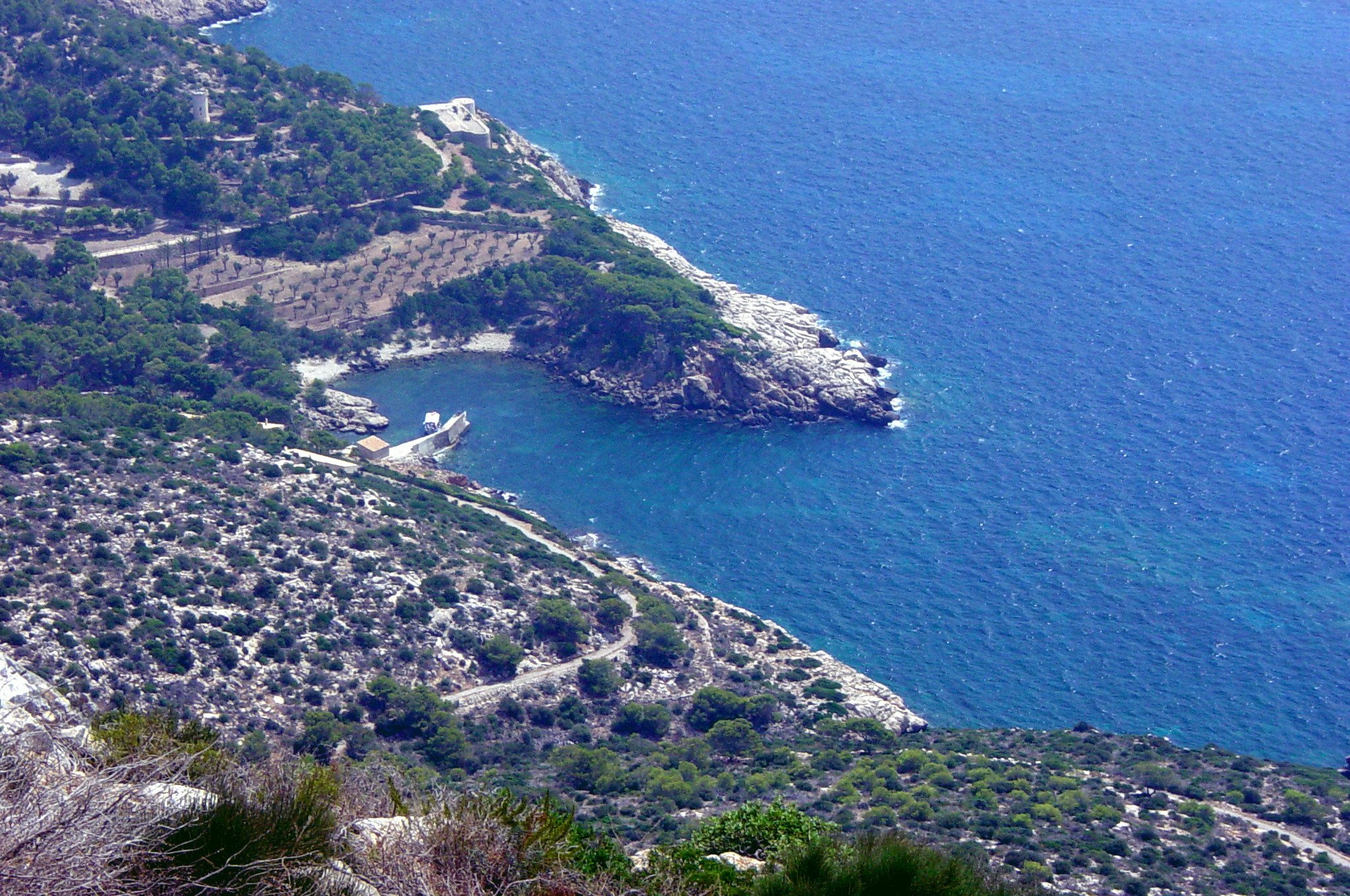
Cala Lladó y su pequeño puerto.

El faro Vell (faro viejo), también conocido como de na Pòpia, fue construido en 1850 sobre la antigua torre de vigilancia. A causa de las nubes y niebla que ocultaban muchas veces la luz del faro, éste fue desmantelado en 1910.
El faro de Llebeig empieza a construirse en 1905 y entra en servicio en noviembre de 1910.
El faro de Cap de Tramuntana empezó a construirse en 1907. Está a una altitud de 54 metros y consta de una torre de 11 metros, lo que hace que su luz alcance la distancia de 20 millas. Actualmente es un museo sobre los faros de la isla y la vida de los fareros.
Entre 1960 y 1975 se automatizan los faros de la isla, lo que supuso que en 1975 los fareros dejaron de vivir en la isla. En 1995 se instalaron placas solares en la isla.

### Amarradero y antiguas edificaciones
Las casas de Cala Lladó y la del camino del faro de Llebeig, el almacén, el gallinero, el palomar y las ruinas de una construcción en la Miranda, así como una casita de es Tancat, fueron construidas a mediados del siglo XX, si bien parte de las casas del Lladó parecen haber aprovechado construcciones más antiguas. Actualmente todas estas instalaciones son utilizadas por el parque para atender al público, trabajos de gestión o como vivienda de los guardas, voluntarios y científicos que trabajan allí.

## Excursiones

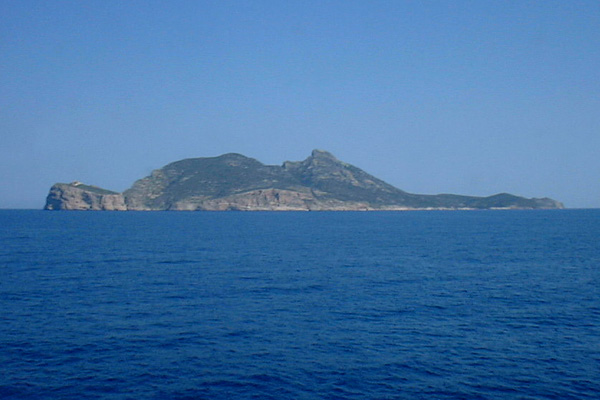
Isla Dragonera.

Si bien se puede explorar la isla libremente, hay cuatro grandes rutas marcadas. Todas estas rutas parten del embarcadero de Cala Lladó.
- La excursión que sale del embarcadero y llega hasta el faro de Tramontana tiene una longitud de 1,7 kilómetros, las pendientes son suaves y la altitud máxima es de 65 metros. Esta excursión es de fácil recorrido, de unos 60 minutos (ida y vuelta). Cabe destacar las vistas a la costa mallorquina y la visita al centro de interpretación del faro.

- Una segunda excursión conecta el embarcadero y el faro viejo (na Pòpia). Este trayecto, de unos 3,8 kilómetros y con una altura máxima de 352 metros, puede recorrerse en unas 3 horas (ida y vuelta). El camino es muy suave, ya que se construyó para transportar materiales al antiguo faro. En la cima de na Pòpia se puede visitar los restos del antiguo faro.

- Otra excursión conecta el embarcadero con el faro de Llebeig. Esta excursión, de dificultad media, tiene un trayecto de 4,5 kilómetros pudiéndose realizar en menos de tres horas (ida y vuelta). Se puede visitar la torre de Llebeig, restaurada en 2004, y en otoño se pueden observar las áreas de vuelo del halcón marino.

- La última excursión conecta el embarcadero con la punta de na Miranda. Esta excursión de 1,2 kilómetros, de dificultad baja, se realiza en unos 30 minutos. Cabe destacar sus buenas vistas sobre Cala Lladó. Además se podrán observar las antiguas áreas de cultivo (olivar y cereal), actualmente rehabilitadas y en producción.

## Fauna y flora

### Fauna

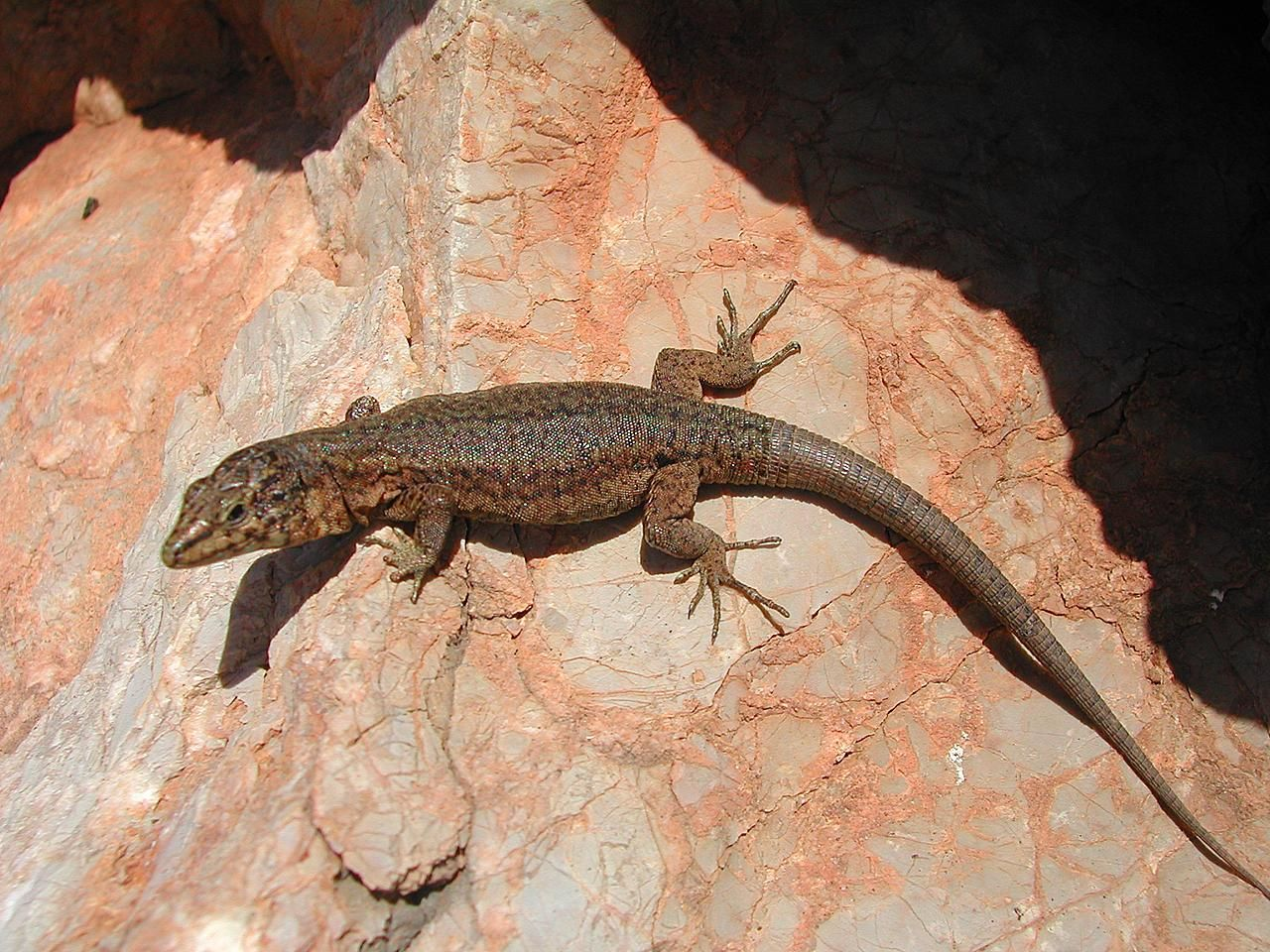
Podarcis lilfordi giglioli.

La fauna terrestre de la isla incluye conejos, murciélagos y escorpiones, destacando la lagartija endémica: Podarcis lilfordi ssp. giglioli.
La principal variedad de especies se da en las aves:
- Gaviota patiamarila (Larus cachinnans michahellis)
- Curruca cabecinegra (Sylvia melanocephala)
- Halcón peregrino (Falco peregrinus)
- Halcón de Eleonora (Falco eleonorae)
- Cuervo (Corvus corax)
- Cormorán moñudo (Phalacrocorax aristotelis)
- Águila pescadora (Pandion haliaetus)
- Martín pescador (Alcedo atthis)
- Paíño europeo (Hydrobates pelagicus)
- Pardela balear (Puffinus mauretanicus)
- Pardela cenicienta (Calonectris diomedea)

### Flora
- Romero (Salvia rosmarinus)

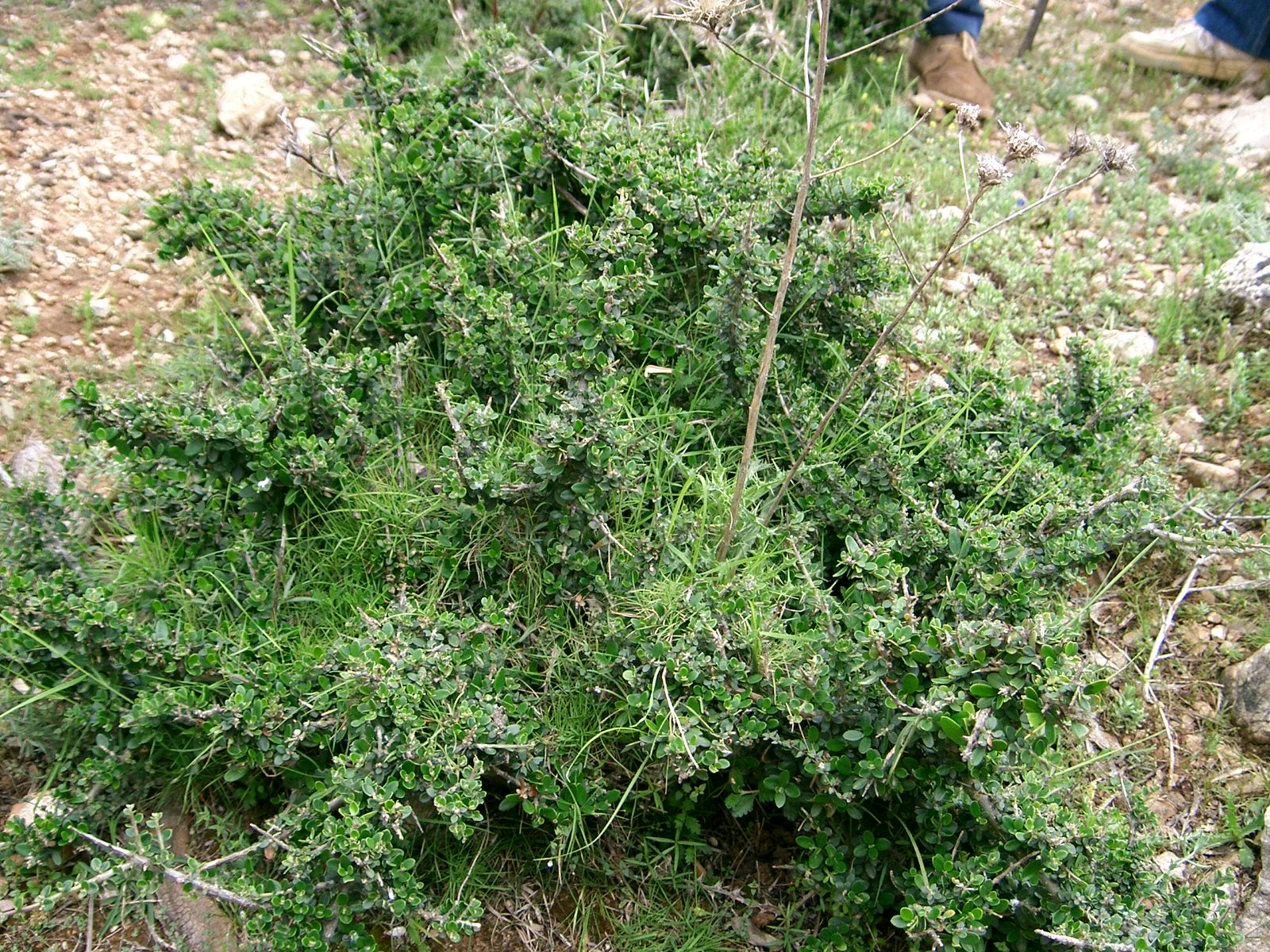
Olivo silvestre (Olea europaea var sylvestris).

- Hinojo marino (Crithmum maritimum)
- Gatell (Launaea cervicornis). Especie endémica
- Cebolla albarrana (Urginea maritima)
- Rapa blava (Arum pictum)
- Orquídea piramidal (Anacamptis pyramidalis)
- Lentisco (Pistacia lentiscus)
- Pino blanco (Pinus halepensis)
- Olivo silvestre (Olea europaea (var sylvestris))
- Efedra (Ephedra fragilis)
- Estepa Joana (Hypericum balearicum). Especie endémica
- Palmito (Chamaerops humilis)
- Tamariz (Tamarix africana)